# Здание Банка Финляндии (Выборг)
Здание Банка Финляндии — бывшее банковское, а ныне административное здание в Выборге. Расположенный на углу проспекта Ленина и Рыночной площади трёхэтажный дом в центре города Выборга включён в перечень памятников архитектуры.

## История

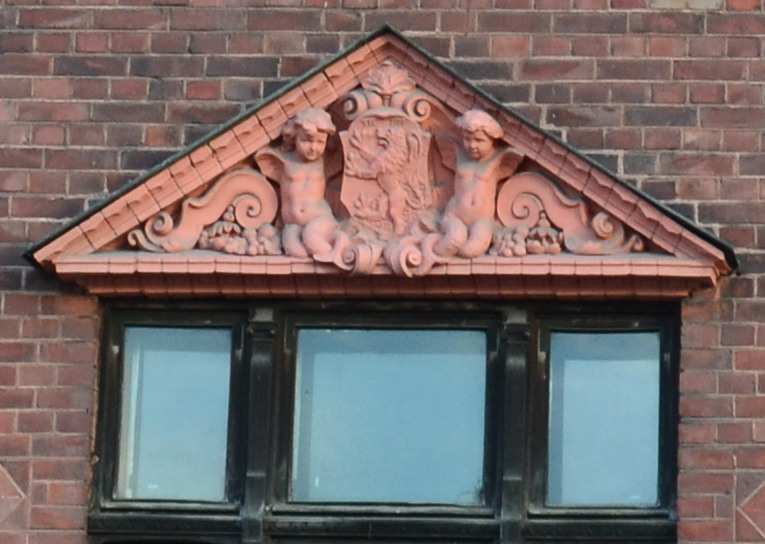
Морские путти с гербом Торкеля Кнутссона в плавниках

В целях эффективной работы Банка Финляндии необходимо было размещение территориальных подразделений в губернских центрах. Для проектирования здания банковской конторы в Выборге, крупном губернском центре Великого княжества Финляндского, был привлечён известный архитектор, профессор, академик Императорской Академии художеств Карл Густав Нюстрём, ранее уже построивший неподалёку здание Финляндского объединённого банка.
По разработанному в 1908 году проекту на углу Рыночной площади в начале главной улицы города в 1910 году было выстроено здание из красного кирпича с мансардным этажом под высокой узорчатой разноцветной черепичной крышей. В нём проявились черты исторической ганзейской архитектуры с неоготическими мотивами; в то же время некоторые исследователи относят здание к образцам северного модерна. На первом этаже разместился операционный зал, а второй отводился под квартиру управляющего отделением. Здание удачно вписалось в застройку площади и гармонирует с зеленью центрального городского парка.

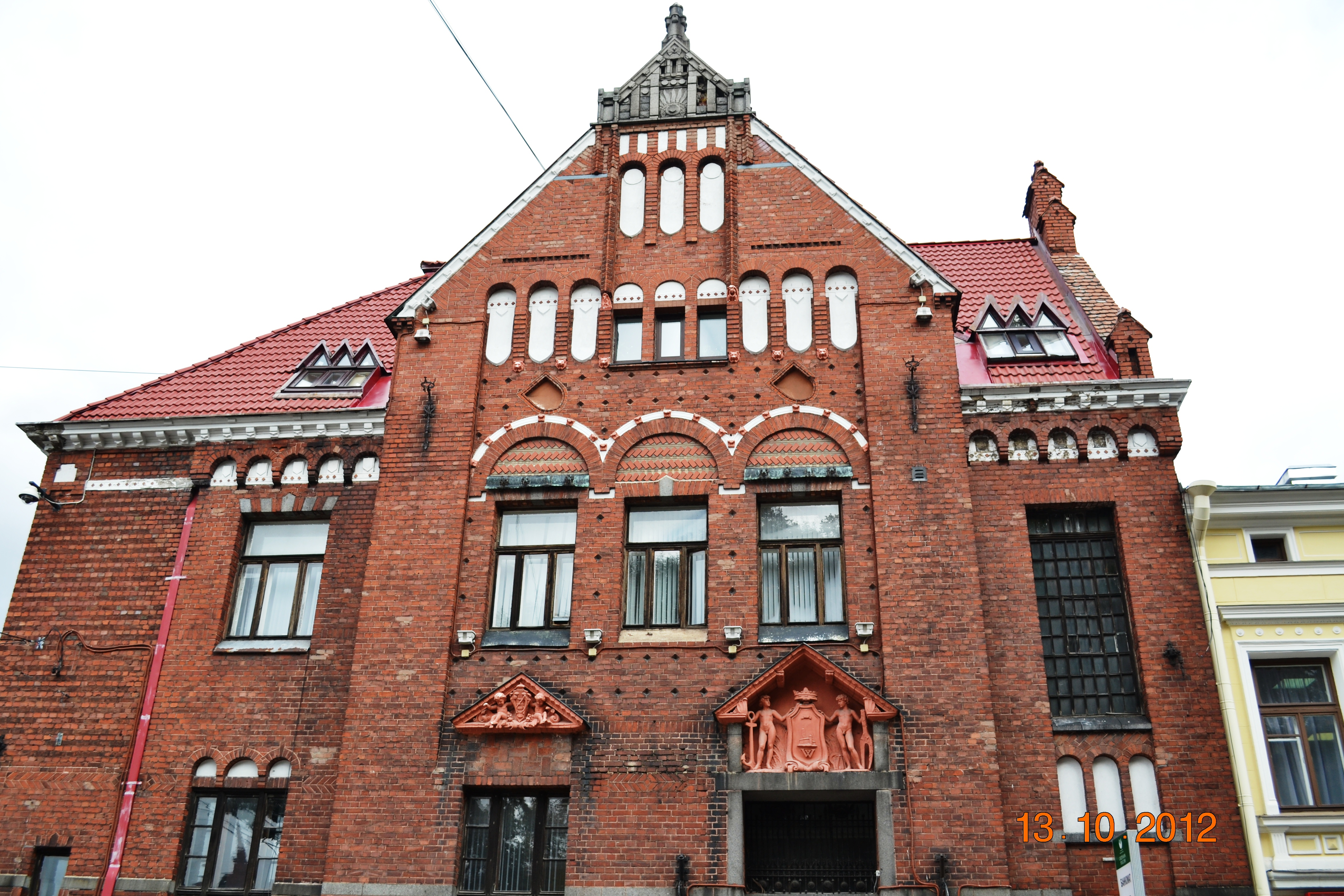
Боковой фронтон над главным входом

Фасад, обращённый к площади, украшен тремя треугольными фронтонами. Выходящий на проспект фасад является менее протяжённым, однако он украшен большим по размерам фронтоном с щипцовым завершением, выполненным из гранита; со стороны проспекта расположен главный вход в здание банка. Интересная черта фасада — терракотовый декор, редко встречающийся в зодчестве Финляндии. Примечательны сандрики над окнами первого этажа, украшенные горельефами, отражающими особенности выборгской истории и экономики. В каждом из них парные путти держат такие эмблемы, как гербы Торгильса Кнутссона, Выборгской губернии, эмблема Ганзы и др. Другими украшениями фронтонов служат многочисленные мелкие детали, в том числе короны и символы богатства — маски свиней, баранов и пастуха.
Здание получило повреждения в ходе советско-финских войн (1939—1944), но в послевоенное время отремонтировано. В нём последовательно размещались различные банковские учреждения, а также подразделения исполкома местного совета народных депутатов. Последним банком, размещавшимся в здании, был филиал Сбербанка; с 2000-х годов все помещения занимают подразделения администрации Выборгского района, в том числе управление образованием. 
В 2010 году в ходе ремонта черепичная кровля была заменена металлической; разноцветный узор черепицы был утрачен ещё раньше, в результате послевоенного ремонта. К другим послевоенным изменениям внешнего оформления здания относится замена некоторых эмблем на фасаде. В частности, композиция главного входа завершается сандриком с фигурами юношей и гербом Выборга под фронтоном; ранее юноши держали герб Великого Княжества Финляндского.